# Monolignole
Als Monolignole bezeichnet man p-Cumarylalkohol (H), Coniferylalkohol (G) und Sinapylalkohol (S). Diese sind die Monomere, aus welchen sich das Biopolymer Lignin zusammensetzt. p-Cumarylalkohol, Coniferylalkohol und Sinapylalkohol sind hydroxylierte Phenylpropanoide, die sich in der Anzahl an Methoxy-Substituenten am Ring unterscheiden. Die in der Literatur als Abkürzung verwendeten Buchstaben beziehen sich auf die jeweiligen Grundstrukturen ohne die Propenylgruppe, also Hydroxybenzol (H), Guajacol (G) und Syringol (S).
| Monolignole  | Monolignole                            | Monolignole                                      | Monolignole                                          |
| ------------ | -------------------------------------- | ------------------------------------------------ | ---------------------------------------------------- |
| Struktur:    |                                        |                                                  |                                                      |
| Bezeichnung: | Cumarylalkohol                         | Coniferylalkohol                                 | Sinapylalkohol                                       |
| IUPAC:       | 4-[(1E)-3-Hydroxy-1-propen-1-yl]phenol | 4-[(1E)-3-Hydroxy-1-propen-1-yl]-2-methoxyphenol | 4-[(1E)-3-Hydroxy-1-propen-1-yl]-2,6-dimethoxyphenol |
| CAS-Nr.:     | 20649-40-5                             | 32811-40-8                                       | 537-33-7                                             |
| Wikidata.:   | Q420084                                | Q418993                                          | Q418975                                              |